# Хаммарбю (клуб по хоккею с мячом)

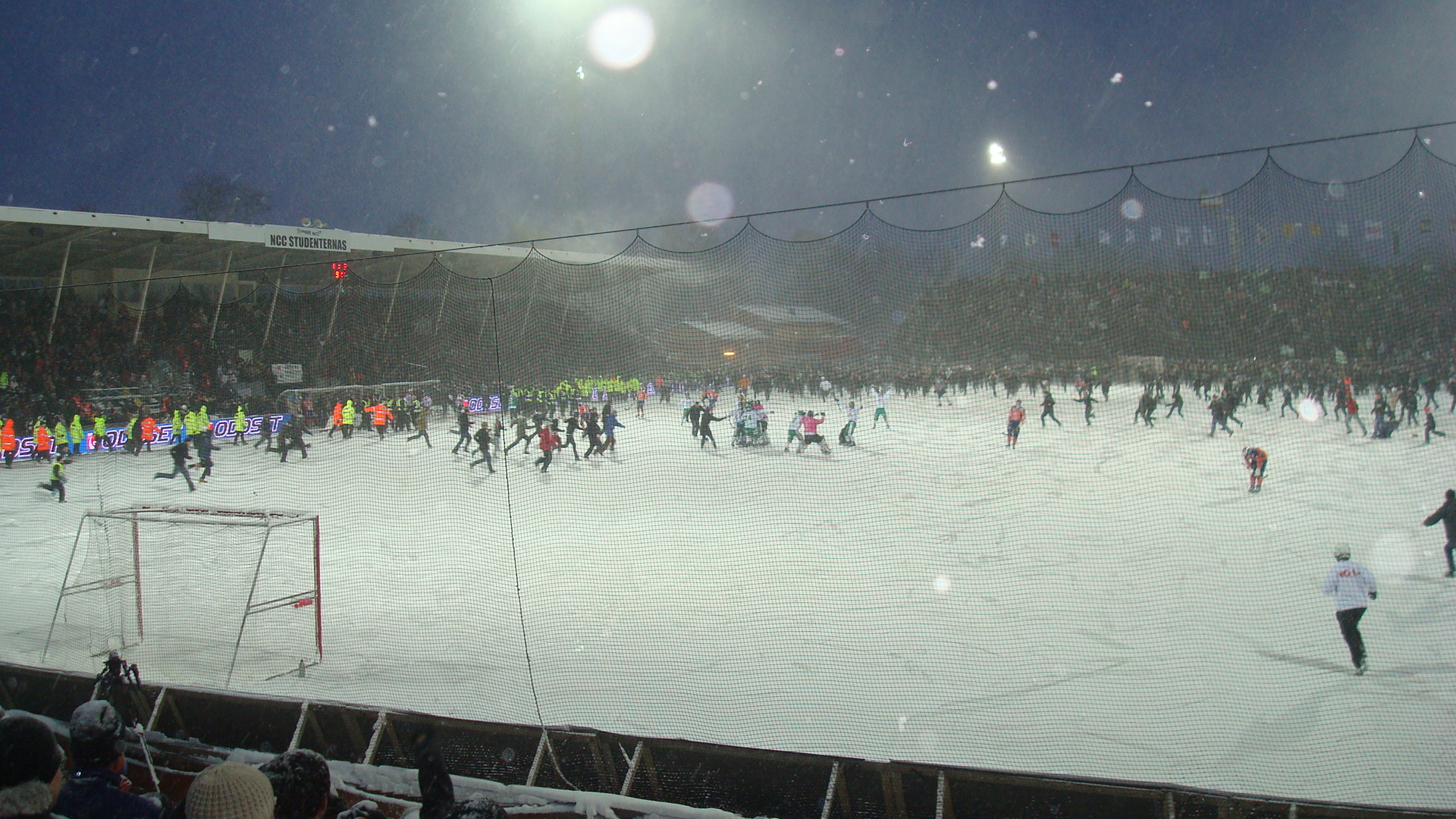
Чемпион 2010

Хаммарбю или «Хаммарбы» (швед. Hammarby IF Bandyförening) — клуб по хоккею с мячом из Стокгольма. Основан в 1905 году. Играет в Элитсерии, в которой является одной из сильнейших команд.
Входит в систему спортивного клуба Хаммарбю ИФ.

## Достижения
- Чемпион Швеции: 2

- 2009/10, 2012/2013

- Вице-чемпион Швеции: 7

- 1957, 1999/2000, 2000/01, 2002/03, 2003/04, 2005/06, 2006/07

- Обладатель Кубка Швеции: 3

- 2007, 2013, 2014

- Финалист Кубка Швеции: 3

- 2009, 2011, 2012

- Обладатель Кубка мира: 3

- 1999, 2001, 2009

- Финалист Кубка мира: 1

- 2010